# Шість музичних моментів
Шість музичних моментів (фр. Six moments musicaux, D. 780 (Оп. 94) — шість романтичних мініатюр для фортепіано Франца Шуберта, створені у 1827 та видані у 1828 роках.
Мініатюра у творчості Шуберта займала важливе місце. Музичні моменти стали одними з найвідоміших композицій митця в цьому жанрі. У цих композиціях можна чути різні настрої: від безтурботної лірики до бурхливих та драматичних вибухів. У більшості п'єс панує певний ритмічний малюнок,часто пов'язаний з побутовим танцем (полька, вальс, марш, екосези) .
1. Moderato у До мажор
2. Andantino у Ля-бемоль мажор
3. Allegro moderato у Фа мінор (завершується у Фа мажор)
4. Moderato у До-дієз мінор
5. Allegro vivace у [Фа мінор (завершується у Фа мажор)
6. Allegretto у Ля-бемоль мажор (завершується на відкритій октаві у Ля-бемоль мажор)

Музичний момент №3 звучав у:
- фільмі Волга-Волга
- серіалі «Маскі-шоу»